# HEART/NATURAL/On Your Mark
《HEART/NATURAL/On Your Mark》是日本樂團恰克與飛鳥在1994年8月3日發行的單曲。

## 簡介
此為恰克與飛鳥迎接出道第15週年時發作的單曲CD，其中收錄的3首歌皆定位為A面作品。
銷售成績方面是恰克與飛鳥在1993年發行的《Sons and Daughters 〜我最希望告訴您的》後再度登上當週排行榜首位，並且同為93年發行的《YAH YAH YAH/夢之守護者》後再次突破百萬銷售量的作品，也將恰克與飛鳥從出道至當時發行的全單曲累積銷售量達到1350萬張。

## 收錄歌曲
HEART
收錄為1994年日本偶像電影《愛情全壘打》的主題歌。
※作詞．作曲:飛鳥涼 編曲：十川知司
NATURAL
同為94年日本偶像電影《愛情全壘打》的開頭曲目。
※作詞：飛鳥涼 作曲：恰克 & 村上啓介 編曲：村上啓介
On Your Mark
1994年American Festival'94的主題曲。
1995年由吉卜力工作室製作了宮崎駿執導的動畫版MV、並與該動畫室當時發行的長篇動畫《心之谷》一同在戲院上映。
2011年1月被台灣大眾銀行廣告《夢騎士》選為廣告配樂（經重新編曲）。
※作詞．作曲：飛鳥涼 編曲：澤近泰輔
同名動畫內容詳見條目On Your Mark

## 收錄專輯
首張收錄專輯
- HEART & NATURAL： CodeName.1 Brother Sun（1995年）
- On Your Mark︰CODE NAME.2 SISTER MOON（1996年）

精選集
- HEART & On Your Mark： Greatest Hits（1998年）、CHAGE&ASKA VERY BEST ROLL OVER 20TH（1999年）、Asian Communications Best（2008年）
- NATURAL ： Greatest Hits（1998年）、CHAGE&ASKA VERY BEST ROLL OVER 20TH（1999年）